# Kanton Aubagne-Ouest
Kanton Aubagne-Ouest is een voormalig kanton van het Franse departement Bouches-du-Rhône. Het kanton maakte deel uit van het arrondissement Marseille. Het werd opgeheven bij decreet van 27 februari 2014, met uitwerking op 22 maart 2015.

## Gemeenten
Het kanton Aubagne-Ouest omvatte de volgende gemeenten:
- Aubagne (deels, hoofdplaats)
- La Penne-sur-Huveaune